# Catharina Questiers

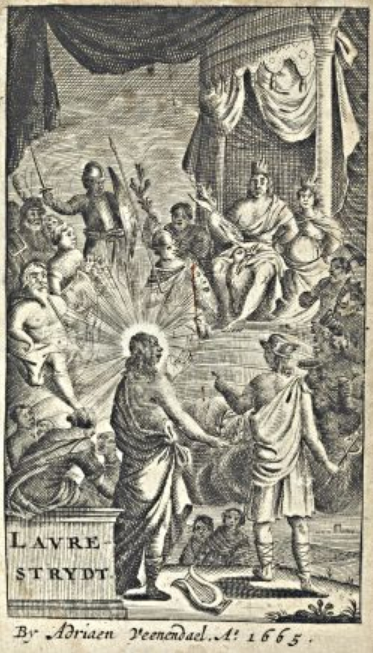
Illustratie in: Lauwer-stryt tusschen Catharina Questiers en Cornelia van der Veer (1665).

Catharina Questiers (Amsterdam, 21 november 1631 – aldaar, 3 februari 1669) was een zeventiende-eeuwse dichteres en toneelberijmster. Zij wordt met Cornelia van der Veer (1639-?) en Katharyne Lescailje (1649-1711) tot de bekendste en meest succesvolle dichteressen van de tweede helft van de zeventiende eeuw gerekend.

## Levensloop
Catharina Questiers was de dochter van Salomon Davidsz. Questier (gest. 1637) en Lysbeth Jansdochter. De familie Questier kwam oorspronkelijk uit Vlaanderen en was katholiek. Salomon Questier had een goedlopende loodgieterij in de Warmoesstraat (enkele huizen van de zijdewinkel van Vondel). Hij was lid van de Brabantse Rederijkerskamer 't Wit Lavendel en later van Costers Academie (de voorloper van de Amsterdamse Schouwburg). Na het overlijden van haar vader zette Catharina's moeder samen met haar oudere broer David Questiers het loodgietersbedrijf voort.
Catharina Questiers kreeg een goede opleiding, was zeer belezen en stond bekend om haar vele kunstzinnige talenten: schilderen, etsen, boetseren, koper- en glasgraveren, borduren, knipkunst, zingen en dichten. Zij legde ook een kunstkabinet aan met een verzameling penningen en schelpen.
Lange tijd wilde zij niet trouwen om haar vrijheid niet op te geven; haar zinspreuk was dan ook "Ik min mijn vrijigheid". Uiteindelijk trouwde ze in 1664 op 33-jarige leeftijd met koopman Johan de Hoest. Ze had de loodgieterij van haar broer overgenomen, die een jaar daarvoor was overleden, en zij zette deze samen met haar echtgenoot voort.
Catharina Questiers stierf in 1669 en werd begraven in de Oude Kerk. Ze was nog maar 37 jaar oud.

## Schrijverschap

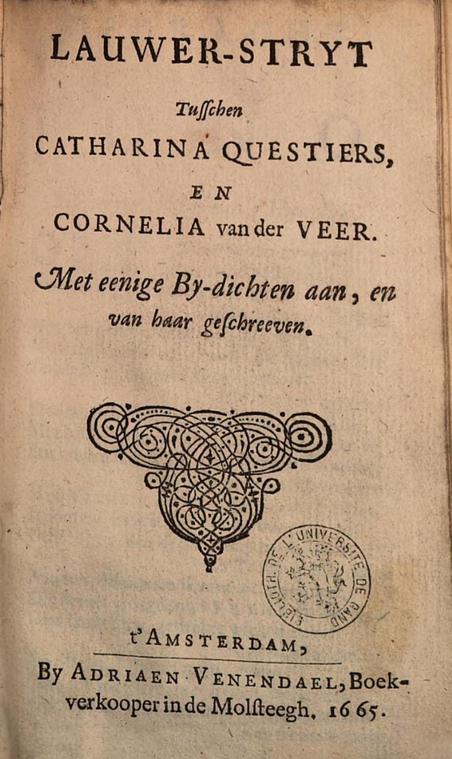
Titelblad Lauwer-stryt tusschen Catharina Questiers en Cornelia van der Veer (1665).

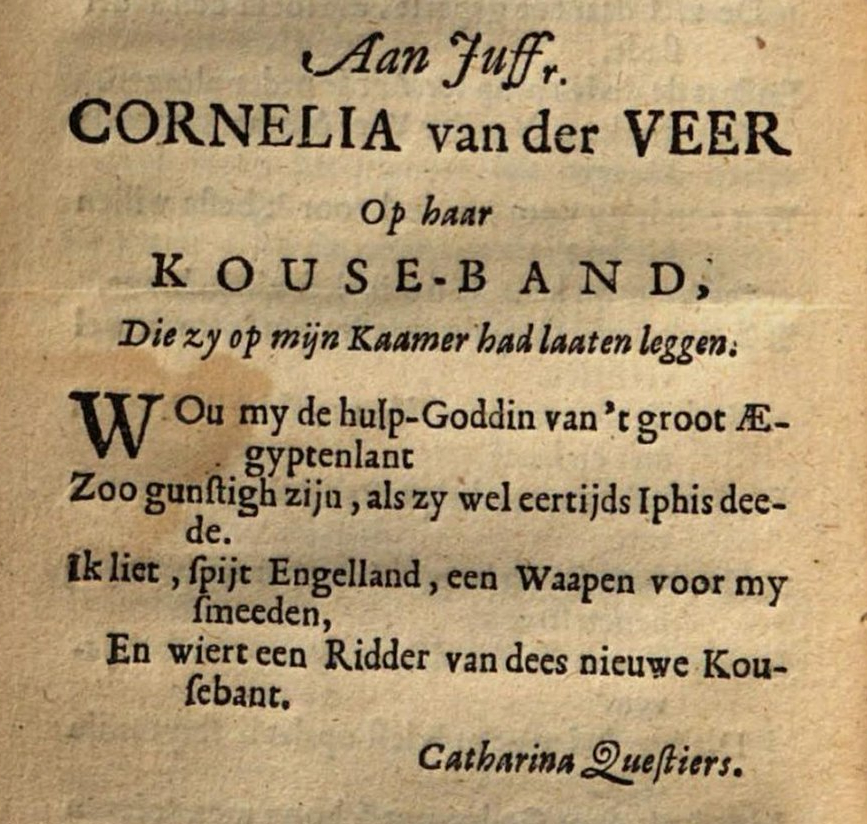
Gedicht 'Op haar kouseband' van Questiers aan Van der Veer. In: Lauwer-stryt (1665).

Volgens een bekende anekdote zag Catharina Questiers als 18-jarige de begrafenis van Maria Tesselschade Roemers Visscher, die vlak bij haar huis in de Warmoesstraat in de Oude Kerk begraven werd. Naar aanleiding hiervan schreef zij haar eerste gedicht. Dit werd opgenomen in de bundel Wintersche Avonden van Jacob Viverius (1650).
Tussen 1654 en 1663 verschenen gedichten van haar hand in verschillende verzamelbundels (in het merendeel zijn hierin ook gedichten van haar broer David Questiers te vinden). Daarnaast berijmde ze drie prozavertalingen van Spaanse toneelstukken. Deze blijspelen werden alle drie in de Amsterdamse Schouwburg opgevoerd (Ariana Nozeman, de eerste vrouwelijke beroepsacteur, speelde mee in het tweede stuk). Het derde blijspel werd zelfs gebruikt voor de opening van de nieuwe schouwburg in 1665.
Het meest bekend werd ze met haar dichtwisseling met Cornelia van der Veer, die in 1665 werd uitgegeven onder de titel Lauwer-stryd. Hierna verscheen er vrijwel niets meer van de ondertussen getrouwde Questiers.
Vele dichters schreven lofdichten aan haar, waaronder Vondel, Huygens, Jan Vos, Oudaen en haar zeer goede vriend Joan Blasius. Als voorbeeld een van de lofdichten van Vondel.
Op de kunstige Teekeningen en Bootzeerzels van Juffr. Catharina Questiers
Tweede SAFFO in uw Dichten,
Hoe bestiert Natuur uw geest,
Als gy levende op haar leest
Ons Saizoenen door 't verlichten,
Knoppen, Bloemen, Airen, Ooft,
Ys, en Kegels, ziel en leven
Op uw bladen weet te geven,
Ja een' oudt Bloemist berooft
Van zyn zinnen, van zyn oogen,
Die van geen bedrogh bewust,
Waant den levenden August
Aan te zien, en staat bedrogen.
Maar ik stel dit wonderwerk,
Zonder schimp, by d'andre zeven,
Dat een Maagt is maagt gebleven,
Buiten opspraak van de Kerk,
Schoonze een Kindt bootzeerde, en teelde,
't Welk natuurlijk leeft, en bloost,
In wiens aanschijn 't eige kroost
Van de zuivre Moeder speelde.
Zoekt Natuur by Konst wat viers,
Datze licht haal' by QUESTIERS.

(Joost van den Vondel; ca. 1654)

## Gedicht van Catharina Questiers
Aan juffr. Cornelia van der Veer, op haar kousenband, die zij op mijn kamer had laten liggen
Wou mij de hulpgodin van 't groot Egypteland
Zo gunstig zijn, als zij wel eertijds Iphis dede.
Ik liet, spijt Engeland, een wapen voor mij smeden,
En wierd een ridder van dees nieuwe kousenband.
(In: Lauwer-stryd, 1665)

## Uitgaven
Poëzie

- Lauwer-stryd tusschen Catharina Questiers en Cornelia van der Veer (1665)

Bundels waarin enkele gedichten in zijn opgenomen
- De koddige Olipodrigo (liedboekje) (1654)
- De Nieuwe Hofsche Rommelzoo (liedboekje) (1655)
- Klioos Kraam, deel 2, (1657)
- Amsterdamse Mengel-moez, deel 1, (1658)
- Bloemkrans van verscheiden gedichten (1659)
- Hollantsche Parnas (uitgegeven door Jacob Lescaille), (1660)
- Clioos cytter (1663)

Berijmingen van Spaanse toneelstukken

- De Geheime Minnaar, (blijspel) 1655
- Casimier, of gedempte Hoogmoet, (blijspel) 1656
- De Ondankbare Fulvius of Getrouwe Octavia, (blijspel) 1665